# Gustau Peyra i Anglada
Gustau Peyra i Anglada (Barcelona, 8 de juny de 1870 - 11 de març de 1919) fou un advocat i polític català, diputat a les Corts Espanyoles durant la restauració borbònica.

## Biografia
Va néixer a la plaça Medinaceli de Barcelona, fou fill de Gustau Peyra, comerciant de Barcelona, i de Caritat Anglada i Gibert, de Nuevitas (Cuba).
Fou membre del Partit Conservador i president del Cercle Maurista a Barcelona, amb el que fou elegit diputat per Torroella de Montgrí a les eleccions generals espanyoles de 1914, però després fou vicepresident de la Unión Monárquica Nacional, oposat a la Federació Monàrquica Autonomista i a la concessió de la Mancomunitat de Catalunya. Va dirigir també la revista Àfrica, des d'on defensà la intervenció espanyola a la Guerra del Marroc i la creació d'un Protectorat espanyol al Marroc. Li va ser concedida la Gran Creu al Mèrit Militar amb distintiu blanc.
Es va casar el 5 de gener de 1895 amb Carme Peyra i Zorilla; van tenir dos fills: Carme Peyra i Peyra (1900-1955) i Gustau Peyra i Peyra (1899-1978). Gustau Peyra i Anglada va morir el dia 11 de març de 1919 a Barcelona.

## Obres
- Estudio de una organización del ejército arreglada a la potència contributiva de España (1905)
- España en el Rif (1909)